# 1976年夏季残疾人奥林匹克运动会卢森堡代表团
1976年夏季残疾人奥林匹克运动会卢森堡代表团是卢森堡派出的1976年夏季残疾人奥林匹克运动会代表团。未获得奖牌。